# Дворец Независимости (Астана)
Дворец Независимости (каз. Тәуелсіздік Сарайы) — дворец в Астане. Во дворце проводятся официальные государственные мероприятия, форумы, совещания, встречи, съезды. Вместимость внутренних помещений, их техническое оснащение и комфорт в полной мере позволяют проводить и освещать события на высшем международном уровне. Наряду с официальными мероприятиями здесь проходят концерты, выставки, праздничные торжества.

## Важнейшие мероприятия
- 2019 - Comic Con Astana 2019
- 2024 - Сессия СКБ ОДКБ

## Здание

### Залы дворца
Структура Дворца Независимости представляет:
- Конгресс зал;
- Церемониальный зал;
- Пресс-центр;
- Галерея прикладного искусства и этнографии, археологии и антропологии;
- Галерея современного искусства;
- Музей истории города Астаны;
- Кинотеатр 4D;
- Кинотеатр 360 град.
- Электронная библиотека;
- Макетный зал;

### Размещение залов
Здание трехэтажное. На первом этаже Конгресс зал для 3082 человек, Церемониальный зал на 268 мест, Пресс-центр на 220 мест и ресторан рассчитанный на 678 человек.
На втором этаже расположены галерея прикладного искусства, этнографии, археологии и антропологии, а также галерея современного искусства.
Композиционно выстроенный зал археологии радует уникальными экспонатами древности, как Золотой человек, Сарматский воин, Берельские кони, камни с загадочными высеченными надписями. Одежда человека, украшения и убранство коней, многочисленные предметы скифо-сакского мира, выполненные в неповторимом зверином стиле, достойны восхищения.
На третьем этаже расположен музей истории города Астаны. Экспозиции музея показывают всю историю города Астаны и содержат различные документы, подарки столице, достижения.